# فرد أولين راي
فرد أولين راي (بالإنجليزية: Fred Olen Ray )‏ (و. 1954  م) هو كاتب سيناريو، ومنتج أفلام، ومخرج أفلام، ومصارع محترف، ومخرج، ومنتج بضائع، وممثل أمريكي، ولد في ويلستون، أوهايو، بدأ مشواره المهني سنة 1971.

## وصلات خارجية
- فرد أولين راي على موقع IMDb (الإنجليزية)
- فرد أولين راي على موقع ألو سيني (الفرنسية)
- فرد أولين راي على موقع أول موفي (الإنجليزية)
- فرد أولين راي على موقع قاعدة بيانات الأفلام السويدية (السويدية)
- فرد أولين راي على موقع إن إن دي بي (الإنجليزية)
- فرد أولين راي على موقع قاعدة بيانات الفيلم (الإنجليزية)
- فرد أولين راي على موقع كينوبويسك (الروسية)